# خوان خافيير إسبينوزا
خوان خافيير إسبينوزا هو محامي وسياسي إكوادوري، ولد في 2 ديسمبر 1815 في كيتو في الإكوادور، وتوفي بنفس المكان في 4 سبتمبر 1870 بسبب نوبة قلبية. نشط حزبياً في Conservative Party (Ecuador) ‏. وقد انتخب Minister of Foreign Affairs of Ecuador ‏.